# 骑车

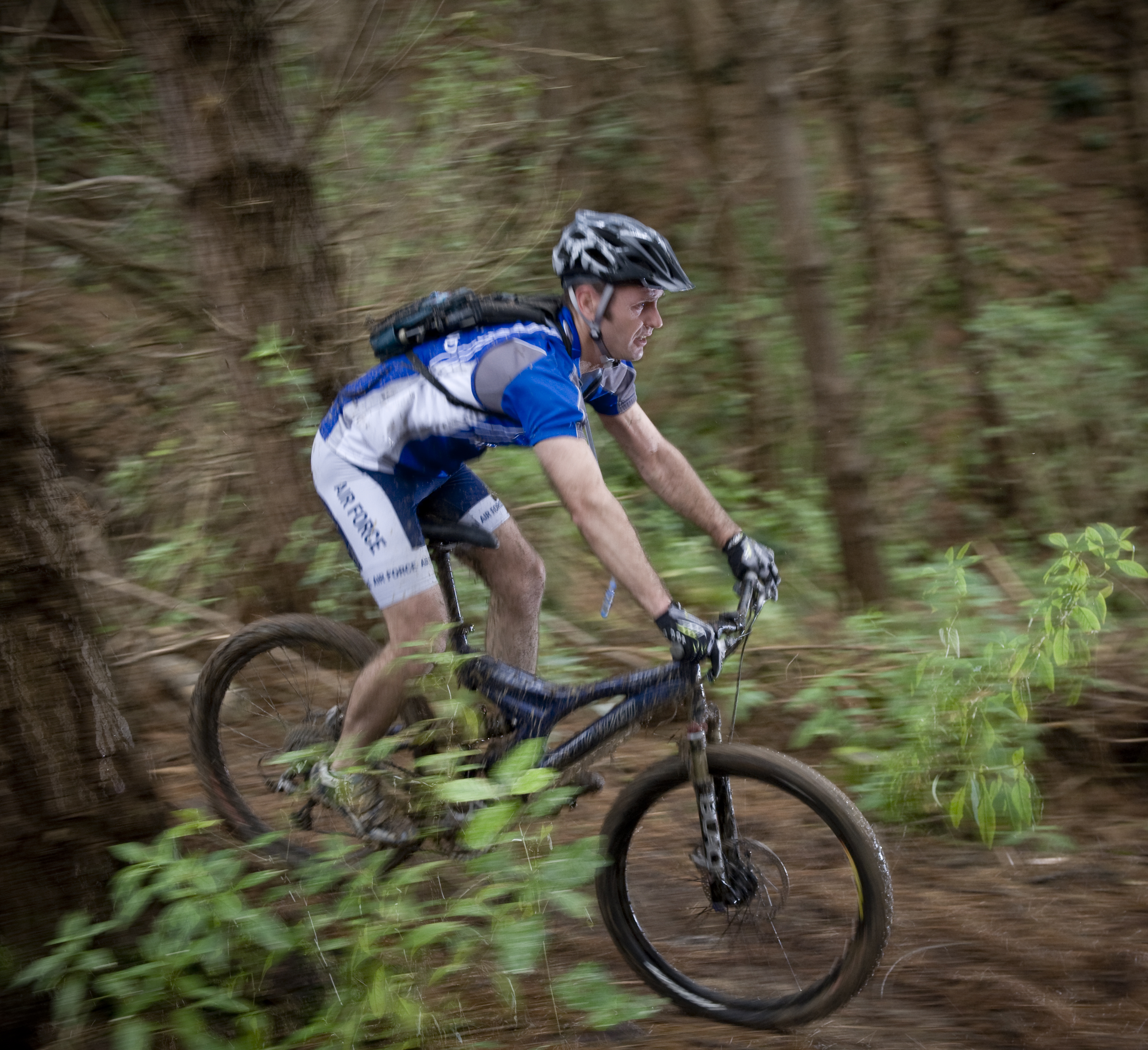
山地骑行

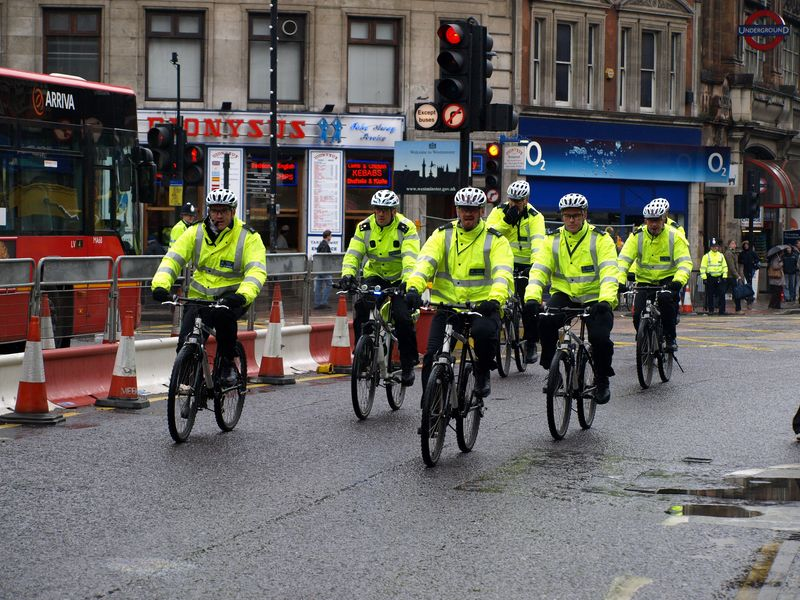
骑自行车的伦敦警察

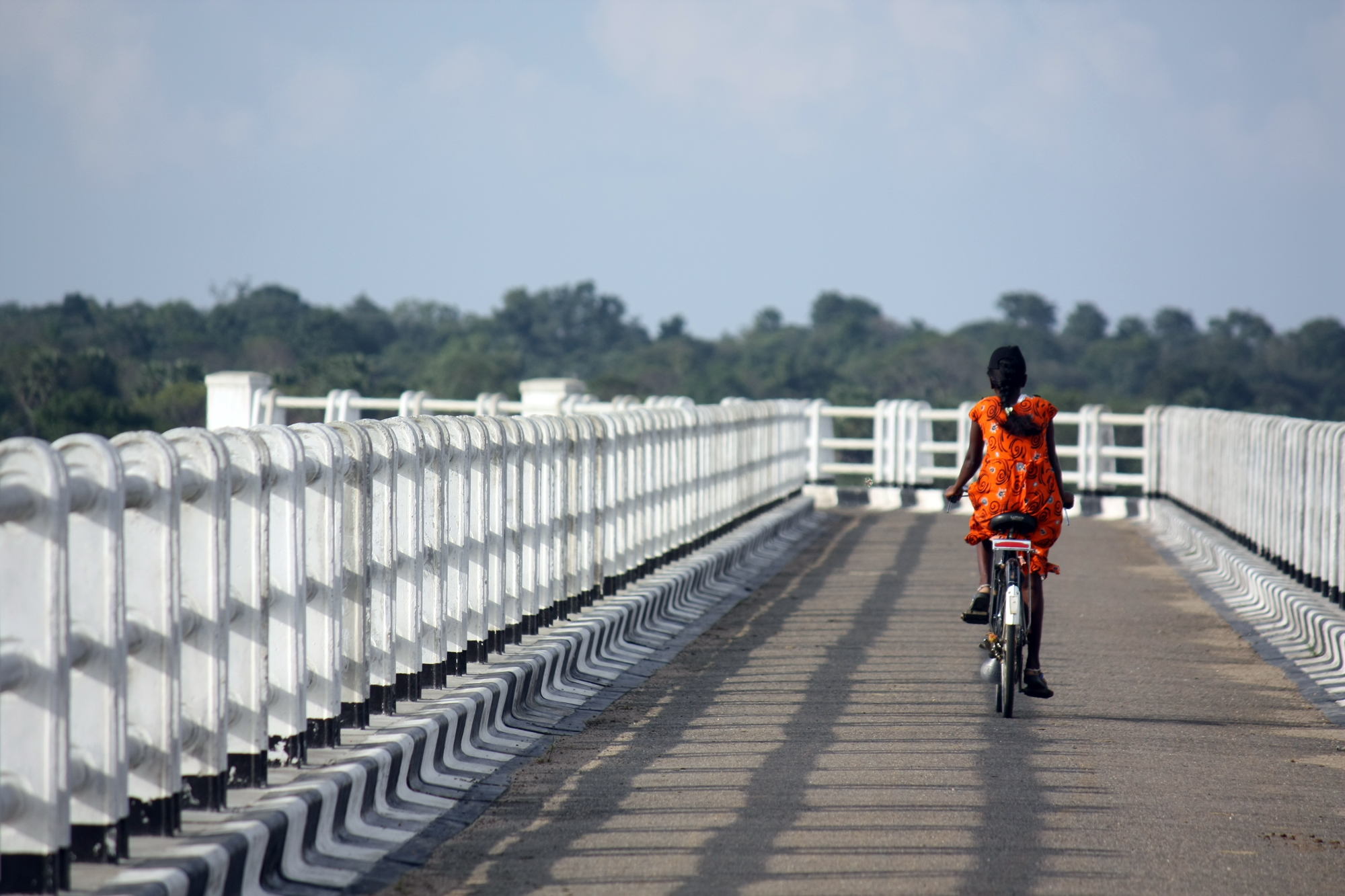
在斯里蘭卡的乡村骑行

骑车（單指騎自行車，也作骑行）是指出于休閒活動、體能鍛煉、体育运动等目的去使用自行車。除了常见的两轮自行车外，人们也会骑独轮车、三轮车、四轮车等。自行车在19世纪被发明出来，现如今已经遍布全世界，总数约10亿辆上下。它也是许多国家的人们的主要出行方式。